# Egil Rogstad
Egil Gunnar Rogstad född 1908 i Vinger, död 1987, var chefstelegrafist på Maudheimexpeditionen. Han genomgick fältartilleriets befälsskola i Oslo 1926-1930 och hade fram till 1938 olika telegrafistuppdrag. Han var 1938-39 föreståndare för Myggbukta radio på Nordöstgrönland. Under kriget deltog han som telegrafist först i striderna från Trondheim till Røros och vidare norrut till Kirkenes. År 1940 internerades han i Kemi i Finland, men tog sig över via Sverige, Sibirien och Japan till Lille Norge i Kanada. Från juni 1941 till januari 1943 var han placerad som telegrafist och väderobservatör på "Island X", det vill säga Jan Mayen. Efter kriget tjänstgjorde han i olika telegrafistbefattningar innan han engagerades i Maudheimexpeditionen.
Rogstad erhöll liksom övriga expeditionsdeltagare Maudheimmedaljen och Rogstadglaciären på Drottning Mauds land är uppkallad efter honom.